# Sels minéraux de Vichy
Pour les articles homonymes, voir Vichy (homonymie).

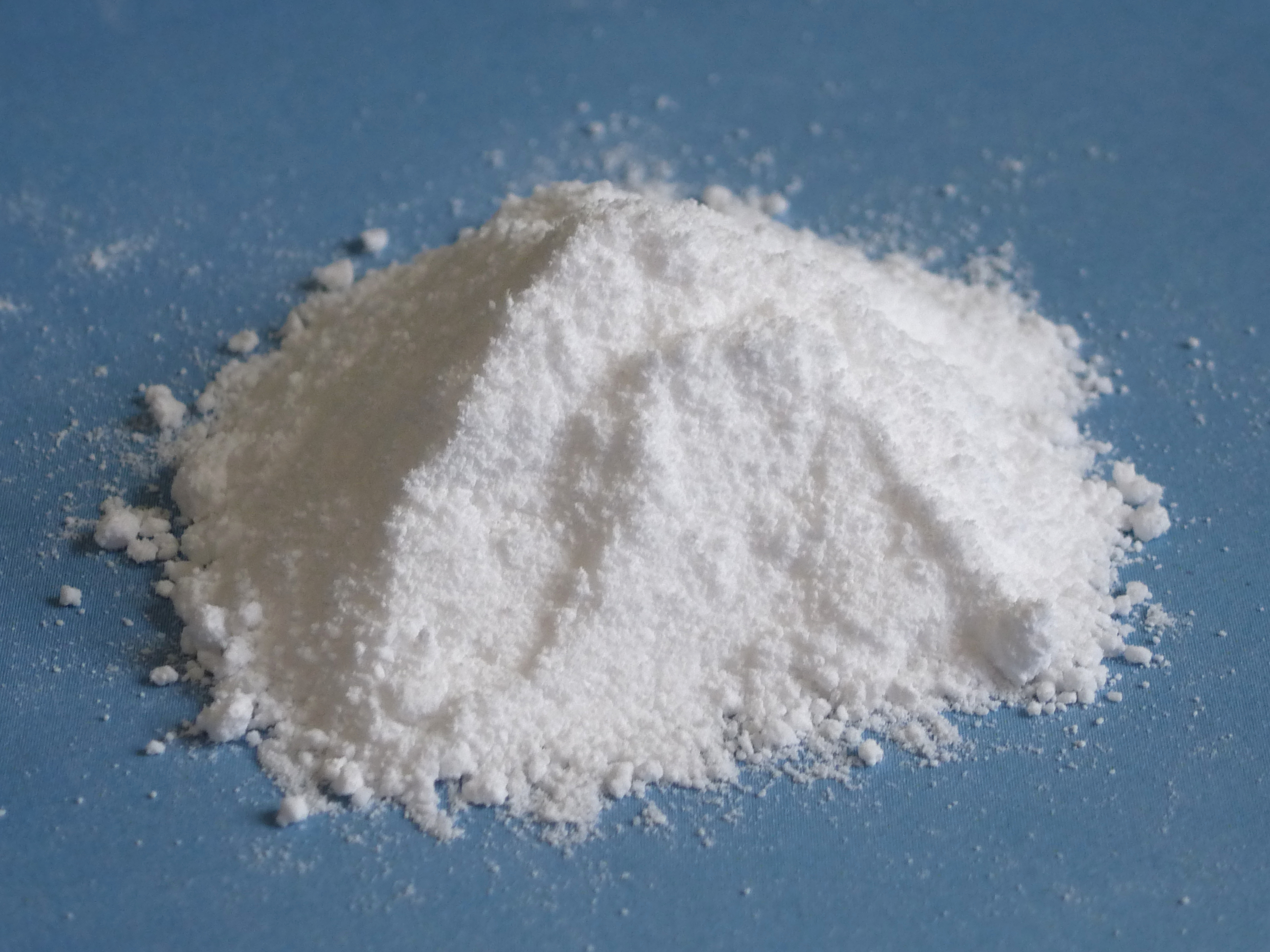
Sels minéraux des eaux thermales de Vichy

Les sels minéraux de Vichy sont l'ensemble des éléments minéraux propres aux eaux de source de Vichy. Ils comportent une grande proportion de bicarbonate de sodium, mais aussi une multitude de minéraux et d’oligo-éléments aux effets synergiques[réf. nécessaire].

## Généralités
À partir de la source des Célestins, on retrouve leurs bienfaits dans l’eau de « Vichy Célestins ». À partir de la source de Chomel, les sels minéraux sont disponibles à l’état brut, et peuvent ainsi servir à constituer une eau de boisson aux propriétés notamment antiacides. C’est en les découvrant, en 1825, que le chimiste Jean-Pierre-Joseph d'Arcet eut l’idée des « pastilles de Vichy ». Depuis 1853, l’exploitation de l’eau et des sels minéraux de Vichy est gérée par la Compagnie de Vichy.

## Propriétés physiologiques
- Amélioration de la digestion, apaisement des douleurs gastriques[1].
- Performance musculaire (retardement des effets de l’acide lactique)[2].
- Neutralisation de l’acidité sanguine.
- Propriétés apaisantes et déstressantes (lithium).
- Augmentation de l’hydratation de la peau (« teint Célestins » - silicium).
- En application cutanée, propriétés anti-inflammatoires[3],[4].

À la Belle Époque, la cure de Vichy était recommandée en cas de lithiase biliaire, autrement dit conseillée aux malades souffrant de calculs biliaires

## Usages culinaires
Les sels minéraux de Vichy peuvent également être utilisés en cuisine :
- en eau de cuisson, ils permettent une meilleure conservation de la couleur des légumes ainsi qu’une réduction du temps de cuisson des légumineuses ;
- en substitut partiel du sel, grâce à leur goût légèrement salé.